# شينر كورتولموش
شينر كورتولموش (بالتركية: Şener Kurtulmuş)‏ هو لاعب كرة قدم تركي في مركز حراسة المرمى، ولد في 22 ديسمبر 1967 في بلجيكا. لعب مع ملطية سبور ونادي بشكتاش ونادي قاسم باشا.

## وصلات خارجية
- شينر كورتولموش على موقع اتحاد تركيا (لاعب) (الإنجليزية)
- شينر كورتولموش على موقع قاعدة بيانات كرة القدم.إي يو (الإنجليزية)